# Most Valuable Player
Most Valuable Player (englisch für wertvollster Spieler), abgekürzt MVP, ist eine meist von Journalisten vergebene Auszeichnung für den „wertvollsten“ (besten oder wichtigsten) Spieler in einer Mannschaftssportart für seine Leistung in einer Saison, einem Turnier oder auch nur einem einzelnen Spiel.

## Auszeichnungen in verschiedenen Sportarten
In der National Hockey League (NHL) gibt es drei Trophäen für MVP: die Vereinigung von Hockeyjournalisten vergibt die Conn Smythe Trophy an den MVP der Playoffs und die Hart Memorial Trophy sowie die National Hockey League Players’ Association den Ted Lindsay Award an den jeweils von ihr gewählten MVP der regulären Saison.
In der National Football League (NFL) wählen Sportjournalisten in der Regular Season den NFL Player Of The Year. Außerdem wird auch der Super Bowl MVP geehrt. Es ist durchaus möglich, dass derselbe Spieler beide Auszeichnungen gewinnt, was bisher sechsmal vorkam, zuletzt in der Saison 1999.
Ähnlich wie die NFL kürt die European League of Football sowohl für die Regular Season als auch für das Endspiel jeweils einen MVP.
In der National Basketball Association (NBA) und Women’s National Basketball Association (WNBA) wählen Sportjournalisten in der Regular Season den NBA Most Valuable Player beziehungsweise WNBA Most Valuable Player und in den Playoffs den NBA Conference Finals Most Valuable Player Award im Anschluss an das letzte Spiel der beiden Conference-Finals und den NBA Finals MVP beziehungsweise WNBA Finals MVP im Anschluss an das letzte Finalspiel. Außerdem können Fans beim NBA All-Star Game sowie beim WNBA All-Star Game den NBA All-Star Game MVP beziehungsweise WNBA All-Star MVP wählen.
Der Titel des Turnier-MVPs der von der National Collegiate Athletic Association (NCAA) ausgetragenen nationalen Basketball-Meisterschaft lautet Most Outstanding Player. Die Associated Press verleiht im Anschluss an das Finale des NCAA-Division-I-Basketball-Championship-Turniers noch den Most Outstanding Player Award, der zumeist an einen Spieler des Siegerteams geht.
Für die Major League Baseball (MLB) wird der MVP der Saison von der Baseball Writers Association of America (ebenso wie für den Cy Young Award und den Rookie of the Year Award) nach dem Rangfolgewahl-Prinzip gewählt. Außerdem wird auch der MVP des World Series geehrt.
In der Major League Soccer (MLS) wird der MVP der Regular Season und der MLS Cup MVP ausgezeichnet.
Im Unihockey werden an den Unihockey-Weltmeisterschaften sowie in diversen Ligen wie der Nationalliga A die MVP gewählt.
In den höchsten deutschen Volleyball-Ligen der Männer und Frauen werden nach jedem Spiel die Most Valuable Player beider Mannschaften mit einer Medaille ausgezeichnet; der MVP der Gewinnermannschaft erhält eine goldene, der MVP des unterlegenen Teams eine silberne. Zum Ende der Saison wird der Spieler mit den meisten Goldmedaillen als Most Valuable Player der Bundesligasaison ausgezeichnet.
Auch im E-Sport wird diese Bezeichnung verwendet.